# Мори Окимото
Мори Окимото (яп. 毛利 興元 Мо:ри Окимото, 1492 — 25 августа 1516) — самурайский полководец средневековой Японии периода Сэнгоку. Правитель провинции Аки (современная префектура Хиросима). 15-й глава рода Мори. Старший брат Мори Мотонари.

## Биография
Мори Окимото родился в провинции Аки. В 1500 году, вместе с отставкой своего отца Мори Хиромото, он стал новым главой рода Мори в 8-летнем возрасте. Будучи вассалом Оути Ёсиоки, Окимото последовал за ним в поход на Киото в 1507 году, направленный на поддержку Асикаги Ёсики. Молодой Мори пробыл в столице около 4-х лет и участвовал в битве при Фунаокаяме в 1511 году.
Во время пребывания Оути и его вассалов в Киото, правитель северной провинции Идзумо, род Амага, окреп и начал расширять свои владения на юг, за счёт владений вассалов Оути. В защиту последних выступил Оути Ёсиоки. Ареной сражений между двумя родами стала территория современной префектуры Хиросима — провинции Аки и Бинго.
Для защиты Аки от северного соседа, Окимото заключил ряд союзов с такими же мелкими владельцами-«провинциалами» как и он сам — родами Такахаси, Хирага и Амано. Было сформировано так называемое «общество правителей Аки» (яп. 安芸国人一揆), формальным лидером которого выступал глава Мори. Однако несмотря на успешную дипломатию, Окимото не везло в войне. Он без остановки воевал с соседним родом Сисидо. Чтобы забыть поражения на поле боя, Окимото злоупотреблял саке. В конце концов он умер 25 августа 1516 года от алкоголизма в возрасте 25 лет.